# Lijst van voetbalinterlands Armenië - Bulgarije
Deze lijst van voetbalinterlands is een overzicht van alle officiële voetbalwedstrijden tussen de nationale teams van Armenië en Bulgarije. De landen hebben tot op heden twee keer tegen elkaar gespeeld. De eerste ontmoeting was een kwalificatiewedstrijd voor het Wereldkampioenschap voetbal 2014 in Sofia op 11 september 2012. Het laatste duel, de returnwedstrijd in dezelfde kwalificatiereeks, werd gespeeld op 11 oktober 2013 in Jerevan.

## Wedstrijden
| № | Plaats  | Datum             | Competitie           | Wedstrijd           | Uitslag |
| - | ------- | ----------------- | -------------------- | ------------------- | ------- |
| 1 | Sofia   | 11 september 2012 | WK 2014 kwalificatie | Bulgarije − Armenië | 1 − 0   |
| 2 | Jerevan | 11 oktober 2013   | WK 2014 kwalificatie | Armenië − Bulgarije | 2 − 1   |

## Samenvatting
| Competitie      | Totaal gespeeld | Winst Armenië | Gelijk | Winst Bulgarije | Doelsaldo Armenië – Bulgarije |
| --------------- | --------------- | ------------- | ------ | --------------- | ----------------------------- |
| WK-kwalificatie | 2               | 1             | 0      | 1               | 2 − 2                         |
| Totaal          | 2               | 1             | 0      | 1               | 2 − 2                         |

Wedstrijden bepaald door strafschoppen worden, in lijn met de FIFA, als een gelijkspel gerekend.